# Piruvato decarbossilasi
La piruvato decarbossilasi è un enzima omotetramerico appartenente alla classe delle liasi che catalizza la decarbossilazione del piruvato ad acetaldeide e anidride carbonica nel citoplasma degli organismi procarioti e nei mitocondri degli eucarioti.
Conosciuto anche col nome di Carbossilasi 2-ossoacida, Carbossilasi alfa-chetoacidica e Decarbossilasi piruvica, questo enzima prende parte nella formazione di etanolo tramite fermentazione alcolica dei lieviti, specialmente nel genere Saccharomyces. La piruvato decarbossilasi inizia questo processo convertendo il piruvato in acetaldeide ed anidride carbonica. La piruvato decarbossilasi dipende dal cofattore Tiamina pirofosfato (TPP) e dal magnesio.
Questo enzima non deve essere confuso con la piruvato deidrogenasi, una ossidoreduttasi che va a catalizzare la decarbossilazione ossidativa del piruvato in Acetil-CoA.